# Jagiellonia Białystok
Jagiellonia je poljski nogometni klub iz Białystoka.

## Uspjesi
- Ekstraklasa (1): 2023./24.
- Poljski nogometni kup (1): 2009./10.
- Poljski nogometni superkup (2): 2010, 2024.

## Poznati igrači
- Jacek Bayer
- Daniel Bogusz
- Marcin Burkhardt
- Marek Citko
- Tomasz Frankowski
- Kamil Grosicki
- Radosław Kałużny
- Damian Kądzior
- Antoni Komendo-Borowski
- Grzegorz Rasiak
- Grzegorz Sandomierski
- Euzebiusz Smolarek
- Radosław Sobolewski
- Grzegorz Szamotulski
- Tomasz Wałdoch
- Łukasz Załuska

- Zoran Arsenić
- Ivan Runje

- Vuk Sotirović

- Bekim Balaj

- Maycon Rogerio Silva Calijuri
- Thiago Rangel Cionek
- Rodnei Francisco de Lima
- Bruno Coutinho Martins
- Everton Antônio Pereira
- Tales Schutz
- Hermes Neves Soares

- Alexis Norambuena

- Andrius Skerla

- Marco Reich

## Vanjske poveznice
- Jagiellonia Białystok - Službena stranica (jagiellonia.pl)
- Jagiellonia (90minut.pl)
- Jagiellonia (jagiellonia.net)
- Jagiellonia (facebook.com)
- Stadion Miejski (stadion.bialystok.pl)
- Jagiellonia  Arhivirana inačica izvorne stranice od 26. veljače 2012. (Wayback Machine) (jagiellonia.neostrada.pl)